# 石川凌雅
石川 凌雅（いしかわ りょうが、1995年8月24日—），日本的演員、歌手，出生於日本東京都。隸屬於M DAWN Inc.。代表作品有音樂劇「刀劍亂舞」、舞台劇「炎炎消防隊」及舞台劇「肌肉魔法使-MASHLE-」。

## 簡歷
1995年誕生於東京下町，為獨生子。大學二年級曾短暫擔任流行網站之讀者模特兒，之後專心學業。
2018年6月從東京電視台播放的選秀節目「ガチだん！」中脫穎而出，與其他5位優勝者組成舞蹈音樂團體「SCRAMBLE GUM」，同年8月22日發行第一張單曲「夜明けの1ページ」正式出道。已於2021 年 11 月 30 日退團，並正式踏上演員之路。
2022年2月1日成立個人官網及粉絲俱樂部。
2022年於音樂劇刀劍亂舞中飾演肥前忠廣，人氣急速上升。同年9月，在舞台炎炎消防隊中飾演主角森羅日下部，首次在劇組中擔任座長重任。
2023年初首次開設個人快閃店及舉辦月曆發售活動。爾後在日本電視台六人町內會節目中通過試鏡被選為荒牧慶彥企畫的舞台Stray City Series「Club Catteria」主角。

## 人物
- 身高175公分，體重63公斤，血型A型。專長為吉他、插畫。[1]
- 接觸的運動有籃球、滑板、單板滑雪、冰上曲棍球及肌肉鍛鍊。國中至高中6年間皆隸屬籃球社，位置為後衛或小前鋒。高二時曾與同學組樂團。大一時參加冰上曲棍球部。
- 大學畢業前已取得公司內定就職，想嘗試不同人生而選擇出道。
- 喜歡海鮮，尤其是螃蟹。最喜歡的酒是芋燒酎晴耕雨讀。
- 偶像為木村拓哉，曾想增加耳洞數量，後效法木村拓哉僅左耳有耳洞。
- 持有汽車駕照，但並沒有太多上路經驗。
- 2024年夏天在二手樂器行出清區遇到具有肥前忠廣印象的吉他，外表雖破舊試彈仍相當響亮，決定買下吉他送去其他樂器行維修整理，最後在刀音祝玖壽亂舞音曲祭表演中初次亮相。石川表示此把吉他僅會在該作品中使用，目前不考慮在其他場合用它彈奏。
- 4COLOURS LIVE 2024 -RE LOAD-中披露並演唱個人第一次作詞作曲的歌曲。

## 演出

### 舞台
（粗體為主演）

#### 2019年
- 舞台「GREEN GRASS」（2019年11月23日 - 11月24日，Atelier Fanfare東新宿）- 飾演 胡桃櫻太郎[7]

#### 2020年
- 舞台「Gold Babies（コールド・ベイビーズ）」（2020年2月5日 - 2月9日，中目黑Kinkero Theater）- 飾演 中本藤真[8]
- 朗讀劇「Letter -Re:start-」（2020年9月3日 - 9月6日，Woody Theatre中目黑）- 飾演 谷山利雄[9]

#### 2022年
- 音樂劇「刀劍亂舞」～江水散花雪～（2022年1月30日 - 3月13日，Ai Plaza豐橋 等）- 飾演 肥前忠廣[10]
- 音樂劇「刀劍亂舞」～真劍亂舞祭2022～（2022年5月8日 - 6月26日，Sun Dome 福井 等）- 飾演 肥前忠廣[11]
- 舞台「炎炎消防隊」-從地下奪回（地下からの奪還）-（2022年9月17日 - 10月2日，Sunshine Theatre 、京都劇場）- 飾演 森羅日下部 [12]
- 櫻桃小丸子THE STAGE 「高校歲月」（ちびまる子ちゃん THE STAGE 『はいすくーるでいず』）（2022年12月15日 - 12月25日，天王洲銀河劇場）- 飾演 山根強志（山根君）[13]
- 聖誕☆朗讀劇「聖誕夜的故事（クリスマス・イブのおはなし）」（2022年12月28日、新國立劇場 小劇場）- 飾演 馴鹿（當日嘉賓）[14]

#### 2023年
- 同學會～紀念溫柔又殘酷的他～（同窓会～優しくて残酷な彼を偲んで～）（2023年1月11日、1月15日，MARRYGRANT AKASAKA）- 飾演 片城みそぎ（當日嘉賓）[15]
- 羅密歐與茱麗葉（ロミオ＆ジュリエット）（2023年1月28日 - 2月12日，Bunkamura THEATRE COCOON）- 班福留[16]
- 舞台「炎炎消防隊」-第五柱（五つ目の柱）-（2023年3月24日 - 4月2日，Mielparque Hall大阪、天王洲銀河劇場）- 飾演 森羅日下部 [17]
- Stray City Series「Club Catteria（Club キャッテリア）」（2023年5月12日 - 5月21日、品川王子飯店Stellar Ball）- 飾演 小黑（クロ）[18]
- 「肌肉魔法使-MASHLE-（マッシュル-MASHLE-）」THE STAGE（2023年7月4日 - 7月11日、東京國際論壇 C廳；2023年7月15日 - 7月17日、AiiA 2.5 Theater Kobe）- 飾演 蘭斯·克勞恩（ランス・クラウン）[19]
- 音樂劇「刀劍亂舞」㊇ 亂舞野外祭（2023年9月17日 - 9月24日，富士急樂園Conifer Forest）- 飾演 肥前忠廣[20]
- 朗讀劇「腎上腺素之夜」（リーディングシアター「アドレナリンの夜」）（2023年10月6日，東京建物 Brillia HALL）[21]
- 舞台「Grave Keepers」（2023年11月9日 - 19日，Mixalive TOKYO 6F Theater Mixa）- 飾演 艾倫·格雷夫（アラン・グレイブ）[22]
- Le Himawari原創音樂劇「給流動・的你～足利尊氏太變記～」（シンる・ひま オリジナ・る ミュージカ・る「ながされ・る君へ～足利尊氏太変記～」）（2023年12月28日 - 12月31日，明治座）- 飾演 護良親王[23]

#### 2024年
- 「催眠麥克風-Division Rap Battle-」Rule the Stage -New Encounter- （2024年3月1日 - 3月17日，品川王子飯店Stellar Ball；4月4日 - 4月7日、COOL JAPAN PARK OSAKA WW Hall）- 飾演 山田一郎[24]
- 音樂劇「羅密歐與茱麗葉」（2024年5月16日 - 6月10日，新國立劇場 中劇場；6月22日 - 6月23日，刈谷市綜合文化中心；7月3日 - 7月15日，梅田藝術劇場）- 飾演 班福留[25]
- Stray City Series 「Club De Chat（ドーシャ）」（2024年8月1日 - 8月12日，IMM THEATER；8月15日 - 18日，Sankei Hall Breeze ）- 飾演 小黑（クロ）
- 「催眠麥克風-Division Rap Battle-」Rule the Stage -Grateful Cypher- （2024年10月4日 - 10月14日，TOKYO DOME CITY HALL）- 飾演 山田一郎
- 音樂劇「刀劍亂舞」祝玖壽 亂舞音曲祭（2024年10月19日 - 20日，廣島綠色體育場；10月23日 - 24日，大阪城展演廳）- 飾演 肥前忠廣

#### 2025年
- 舞台「WIND BREAKER」（2025年1月2日 - 5日，COOL JAPAN PARK OSAKA WW Hall；1月10日 - 19日、Theater H）- 飾演 櫻遙
- 音樂劇「刀劍亂舞」〜坂龍飛騰〜（2025年3月23日 - 30日，TOKYO DOME CITY HALL；4月5日 - 26日，箕面市立文化藝能劇場；5月2日 - 11日，Kanadevia Hall）- 飾演 肥前忠廣
- 劇團obonro 第26回本公演「ラルスコット・ギグの動物園」（2025年9月14日、Mixalive TOKYO Theater Mixa） - 飾演 烏鴉（當日客串演出）
- 「催眠麥克風-Division Rap Battle-」Rule the Stage 《Buster Bros!!! ＆ Bad Ass Temple feat. 糸の会 ＆ WESTEND-MAFIA》（2025年10月18日 - 24日，Kanadevia Hall）- 飾演 山田一郎
- 「忠臣藏」（2025年12月12日 - 28日，明治座；2026年1月3日 - 6日，御園座；1月17日，富山縣民會館；1月24日 - 27日，梅田藝術劇場）- 飾演 大高源吾

### 大型活動
- ACTORS☆LEAGUE 
  - in Basketball 2022 （2022年10月11日，東京體育館） - 隸屬 SPARK SEEDS隊[26]
  - in Baseball 2023 （2023年7月3日，東京巨蛋） - 隸屬 GEM SCARLETS隊[27]
  - in Basketball 2023 （2023年10月11日，東京體育館） - 隸屬 SPARK SEEDS隊
  - in Games 2024（2024年6月11日、幕張展覽館幕張Event Hall）- 隸屬 MAGICAL BERO隊
  - in Dance 2024（2024年8月27日、有明體育館）- THUNDER MONKEYS 隊長
  - in Basketball 2024 （2024年9月3日，東京體育館） - 隸屬 SPARK SEEDS隊
- 戲劇選拔大賞2023（演劇ドラフトグランプリ2023）（2023年12月5日，日本武道館）
- OTOKOMAE FES（2024年1月16日、國立代代木競技場 第一體育館）- 飾演 艾倫·格雷夫
- Nelke Planning 30th ANNIVERSARY「NelFes2024」（2024年8月20日、日本武道館）- 飾演 山田一郎
- 「青春音樂喜劇oddboys」英林館高校文化祭（2024年10月26日 - 10月27日、武藏野之森綜合體育廣場 Main Arena） - 飾演 九十九八景
- Nelke Planning 30th ANNIVERSARY「NelFes2024」後夜祭！（2025年1月25日、TOKYO DOME CITY HALL）- 飾演 櫻遙

### 電視節目
- ろくにんよれば町内会 - 最強不良王決定戰（2022年10月11日、10月25日、11月1日，日本電視台）‐ 當集來賓
- ろくにんよれば町内会 - 舞台主角試鏡會（2023年1月24日、1月31日，日本電視台）‐ 當集來賓
- バゲット（2023年3月28日，日本電視台）‐ 當集來賓
- じっくり聞いタロウ～スター近況(秘)報告～「ひろゆきVS大注目イケメン俳優」（2023年4月27日，Paravi、東京電視台）‐ 當集來賓
- ONE SONG -僕らを繋げた音-（2023年10月21日、10月28日、11月4日、11月11日，Hulu）
- ナゼそこ？（2023年12月7日，東京電視台）‐ 當集來賓

### 電視戲劇
- Club Catteria〜拉古與拉卡〜（Club キャッテリア〜ラグとラガ〜）（2024年4月2日、4月9日 - 、日本電視台） - 飾演 小黑（クロ）[28]
- GHOST YANKEE（2024年4月18日 - 5月16日  ，每日放送）‐ 飾演 千葉丈助[29]
- 青春音樂喜劇oddboys（青春ミュージカルコメディ oddboys）（2024年7月3日 - 、東京電視台） - 飾演 九十九八景

### 電影
- トラウマ。〜日常に潜む恐怖をあなたに〜 第5編「死に至る知覚と現象の法則」（2024年9月6日公開、松竹OSD事業室） - 主演[30]

### 網路劇/網路節目
- 渋谷ボーイズスクランブル（2019年6月 - 7月，LINE LIVE / YouTube）- 飾演 宇原總司[31]
- 箱中變異體（箱入りミュータント）（2023年2月 - 5月  ，DMM TV）‐ 飾演 アチチ[32]
- 言劇音樂劇「青椒巧克力進行曲」（言劇ミュージカル「ピーマンチョコレートマーチ」）（2023年 、DMM TV）‐ 飾演 青椒[33]

### 演唱會
- 4COLOURS LIVE
  - ONE SONG LIVE 2023（2023年12月8日、HULIC HALL東京）[34]
  - 4COLOURS LIVE 2024 -RE LOAD-（2024年12月9日、Zepp DiverCity(TOKYO)）

### 個人活動
- 石川凌雅 Birthday Event 2022（2022年8月6日，大阪柏原市民文化會館；2022年8月13日，東京烏山區民會館）
- RYOGA'S VALENTINE'S DAY POP-UP SHOP & 月曆發售見面會（2023年2月10日 - 2月19日，MAGNET by SHIBUYA109 5樓活動空間）
- 石川凌雅 Birthday Event 2023（2023年9月30日，名古屋Design Hall；2022年10月9日，東京NEW PIER HALL）
- Ryoga Ishikawa Birthday Event 2024 ~IN MY ROOM~（2024年8月24日，東京日經Hall；2024年11月23日、大阪KNOWLEDGE THEATER）
- 前夜祭Live FINAL TWENTIES EVE OF CHANGE （2025年8月23日，東京下北澤SHANGRILA）
- RIBE2025 Ryoga Ishikawa Birthday Event 2025（2025年8月9日，大阪KNOWLEDGE THEATER；8月24日，東京惠比壽Garden Hall）

## 書籍

### 雑誌
- Stage Grand Prix （ステージグランプリ）
  - vol.18（2022年7月28日）
  - vol.19（2022年10月25日）
- TV Guide Stage Stars（TVガイドStage Stars）
  - vol.19（2022年9月9日）
  - vol.20（2022年11月26日）
  - vol.24（2023年11月27日）
  - vol.25（2024年2月27日）
  - vol.28（2024年11月25日）
  - vol.29（2025年3月13日）
- 週刊ザテレビジョン 2022年 9/30号 （2022年9月21日）
- Otomedia AUTUMN （オトメディア AUTUMN） 2022年 11月号（2022年9月29日）
- JUNON 
  - 2023年5月号（2023年3月22日）
  - 2023年10月号（2023年8月22日）
- Sparkle 
  - vol.52（2023年3月23日）
  - vol.54（2023年10月5日）
  - vol.56（2024年4月16日）
- 日經ENTERTAINMENT!（日経エンタテインメント!）5月號（2023年4月4日）
- TVLIFE  2023年5月12日号（2023年4月26日）
- シネマスクエア vol.146 （2024年3月21日）
- 月刊ＴＶガイド関東版 2024年5月号（2024年3月23日）
- ザテレビジョンShow Vol.10（2024年3月27日）
- TVガイドdan vol.51（2024年4月5日）
- テレビライフ8号（2024年4月10日）
- Animage(アニメージュ) 2024年 05 月号（2024年4月10日）
- Next Stars vol.04（2024年5月31日）
- SODA（ソーダ） 2024年9月号（2024年7月23日）
- テレビライフ 2024年 12/27 号（2024年12月11日）
- ザテレビジョンお正月超特大号（2024年12月13日）

### 雜誌連載
- TVガイドStage Stars  vol.21 -（2023年2月28日 - ）- 「石川凌雅的How to do?」[35]

### 寫真集
- MONOTONE CLASSY BOYS Vol.02（2019年11月18日）（合集）

## 作品

### 月曆
- 石川凌雅月曆2023-2024（2023年2月）

### 單曲
- SCRAMBLE GUM時期：活動詳「スクランブルガム」條目。

| 發行日         | 單曲名稱                          | 演唱者       | 備註             |
| -------------- | --------------------------------- | ------------ | ---------------- |
| 2018年8月22日  | 夜明けの1ページ                   | SCRAMBLE GUM | 單曲排行最高43位 |
| 2019年7月10日  | 下書きのHero                      | SCRAMBLE GUM | 單曲排行最高89位 |
| 2019年12月25日 | Got Move! Share Love!7            | SCRAMBLE GUM | 數位發行         |
| 2021年6月26日  | SUPER LIKE / エビバディエイサッサ | SCRAMBLE GUM | 數位發行         |
| 2021年8月15日  | Love Story                        | SCRAMBLE GUM | 數位發行         |

- 合作作品

| 發行日       | 單曲名稱        | 演唱者                                               | 備註                                |
| ------------ | --------------- | ---------------------------------------------------- | ----------------------------------- |
| 2024年5月8日 | One Night Party | わんぱく団（石川凌雅・福澤侑・小坂涼太郎・寺坂頼我） | GHOST YANKEE片尾曲 單曲排行最高17位 |

## 外部連結
- 石川凌雅OFFICIAL SITE
- 石川凌雅的X（前Twitter）
- 石川凌雅的Instagram帳戶
- YouTube上的石川 凌雅の日日是好日頻道